# Roger Feutz
Roger Feutz (?-21 juli 2003) was een Zwitsers voetballer die speelde als doelman.

## Carrière
Feutz speelde in het begin bij Cantonal Neuchâtel waar hij van 1927 tot 1931 voetbalde. Hij stapte over naar Lausanne Sports waarmee hij in 1932 meteen landskampioen werd. Van 1934 tot 1942 speelde hij voor Servette Genève waarmee hij in 1940 landskampioen werd.
Hij speelde twee interlands voor Zwitserland gedurende zijn periode bij het nationale elftal.

## Erelijst
- Lausanne Sports
  - Landskampioen: 1932
- Servette Genève
  - Landskampioen: 1940